# Fred Klein (peintre)
Pour les articles homonymes, voir Fred Klein et Klein.
Friedrich Franz Albert Klein (connu, aux Pays-Bas, sous le nom de Frits Klein et, en France, sous le nom de Fred Klein), né le 8 avril 1898 à Bandung (Indonésie) et mort le 25 avril 1990 à Paris, est un artiste peintre néerlandais.
Par son mariage avec Marie Raymond, il est le père de l’artiste plasticien Yves Klein ; il a ensuite épousé Ursula Bardsley.

## Biographie
Fred Klein est né le 8 avril 1898, à Java, d'un père planteur allemand, qui meurt dix jours avant sa naissance, et d'une mère javanaise. Sa mère épouse, en secondes noces, un planteur hollandais qui encourage Fred à apprendre le violon à l'âge de dix ans. En 1916, sa famille s'installe définitivement aux Pays-Bas. La même année, il est admis à l'Académie royale des beaux-arts de la Haye ; il en sort en 1920, après d'excellents classements, et part s'installer à Paris. Il s'inscrit, en 1920, à l'atelier d'André Lhote, 35 rue du Départ, puis en 1924 à l'Académie de la Grande-Chaumière, au 14 de la rue éponyme.
Au cours de l'été 1924, il acquiert la Goulette, une petite ruine du Haut-de-Cagnes. En juillet, il rencontre Marie Raymond sur la place du château Grimaldi. Ils se marient le 26 octobre 1926 à Nice. La même année, ils installent leur atelier au 26 rue du Départ ; Piet Mondrian est leur voisin. Fred retrouve l'Académie de la Grande-Chaumière qu'il fait découvrir à son épouse. Désormais, ils partageront leur vie de couple entre Paris et la Côte d'azur. Leur fils, Yves, naît à Nice, le 28 avril 1928, dans l'appartement de ses beaux-parents au 15 rue Verdi. 
À cette date, il n'a participé qu'à une seule exposition, en 1926, à la galerie d'art français d'Amsterdam. Au printemps 1931, Fred Klein décroche une exposition dans une petite galerie de la rue Saint-Georges à Paris où Piet Boendermaker, un mécène hollandais, le découvre et lui achète quelques tableaux. L'argent de ces ventes permet au couple de s'installer à Fontenay-aux-Roses, brièvement, car dès 1932 ils emménagent au 26, boulevard Masséna où ils côtoient, en voisins d'atelier, Auguste Herbin. Fred peint beaucoup, des figures, des paysages, des animaux et notamment des chevaux.
Au cours de l'été 1938, le couple emménage au 116 de la rue d'Assas. Le 3 septembre 1939, la déclaration de guerre de la France à l'Allemagne signe aussi l'arrêt de leur domiciliation parisienne: ils restent à la Goulette, après y avoir passé tout l'été. Le couple côtoie les nombreux artistes qui ont trouvé refuge sur la Côte d'Azur (Matisse, Pierre Bonnard, Hans Arp et Sophie Taeuber-Arp, Sonia et Robert Delaunay, Alberto Magnelli,…) et se lie d'amitié au couple Nicolas de Staël - Jeannine Guillou, dont le fils, Antek, devient bon ami d'Yves. 
Son style est voisin de l'impressionnisme.
Peintre figuratif paysagiste, exposant dès 1930, il est connu pour avoir souvent représenté des chevaux. Ses autres thèmes sont essentiellement le cirque, les plages et les parcs.